# Goodies
Goodies je debutové album americké r&b zpěvačky Ciary. Ve Spojených státech vyšlo 28. září 2004 pod značkou LaFace Records a Jive Records. Mezinárodně album vyšlo až v první čtvrtině roku 2005. Album se nese ve stylu r&b, popu, dance-popu, crunk&b a hip hopu.
Pod album Goodies se zapsala řada lidí hudebního průmyslu. Producentsky se ho ujali Lil' Jon, Jazze Pha, R. Kelly, Dre & Vidal, Bangladesh, Flash Technology, French, Adonis Shropshire, Jasper Da Fatso.
Pilotní singl „Goodies“ dobyl Billboard HOT 100. Ani druhý a třetí singl „Oh“ a „1,2 Step“ nebyly o nic horší. Umístily se v první pětce americké hitparády. Čtvrtý singl „And I“ se nesl v jiném stylu. Byla to balada, která moc Američany nezaujala a v Billboard HOT 100 dosáhla nejvyšší pozice 96.
V létě 2005 Ciara vydala DVD s hudebními klipy, dokumenty a interview týkající se debutového alba pod názvem Goodies: The Videos & More.

## Nominace
Ciara získala nominaci na Grammy Awards v kategorii „Nováček roku“, zatímco skladba „1,2 Step byla nominována na „Nejlepší rap/sung spolupráce“. Cenu ale nezískala, protože spoluprací roku byla skladba „Numb/Encore“ od Linkin Park a Jay-Z a nováčkem roku byl John Legend.

## Seznam skladeb
| #   | Skladba |      |
| --- | --- | ---- |
| 1.  | Goodies (s Petey Pablem) Autoři: Jonathan Smith, Sean Garrett, Ciara Harris, Craig Love, LaMarquis Jefferson Producent: Lil Jon    | 3:43 |
| 2.  | 1, 2 Step (s Missy Elliott) Autoři: Ciara Harris, Phalon Alexander, Missy Elliott Producent: Jazze Pha                             | 3:23 |
| 3.  | Thug Style Autoři: Ciara Harris, Phalon Alexander, Johnta Austin Producent: Jazze Pha                                              | 4:25 |
| 4.  | Hotline Autoři: Ciara Harris, Shondrae Crawford Producent: Shondrae "Bangladesh" Crawford                                          | 3:23 |
| 5.  | Oh (s Ludacrisem) Autoři: Ciara Harris, Andre Harris, Vidal Davis, Christopher Bridges Producent: Dre & Vidal                      | 4:16 |
| 6.  | Pick Up the Phone Autoři: Ciara Harris, Phalon Alexander, Johnta Austin Producent: Jazze Pha                                       | 3:48 |
| 7.  | Lookin' at You Autoři: Ciara Harris, Phalon Alexander, Johnta Austin Producent: Jazze Pha                                          | 3:35 |
| 8.  | Ooh Baby Autoři: Keri Hilson, Sean Garrett, Harold Lang Producent: Flash Technology                                                | 3:37 |
| 9.  | Next to You (s R. Kellym) Autor: R. Kelly Producent: R. Kelly                                                                      | 3:13 |
| 10. | And I Autoři: Ciara Harris, Adonis Shropshire Producent: Adonis Shropshire                                                         | 3:53 |
| 11. | Other Chicks Autoři: Ciara Harris, Lakiesha Miles, Demetrius Spencer Producent: French                                             | 4:21 |
| 12. | The Title Autoři: Ciara Harris, Jasper Cameron, Skip Scarborough Producent: Jasper Cameron                                         | 4:21 |
| 13. | Goodies (s T.I. a Jazze Pha) Autoři: Jonathan Smith, Sean Garrett, Ciara Harris, Craig Love, LaMarquis Jefferson Producent:Lil Jon | 4:21 |

- Bonusové songy v evropské a japonské verzi

14. Crazy (Ciara Harris, Demetrius Spencer, Johnta Austin, Kevin Hicks) – 3:51
- Goodies & More – bonusové skladby

14. Crazy – 3:51
15. Oh (DJ Volume "South Beach" Remix) (featuring Ludacris) – 4:20
16. 1, 2 Step (Don Candiani Reggaeton Mix) (featuring Missy Elliott) – 3:54
17. Goodies (Richard X Remix) (featuring M.I.A.) – 5:03